# 요나고 공항
요나고 공항(일본어: 米子空港, 영어: Yonago Airport, IATA: YGJ, ICAO: RJOH)은 일본 돗토리현 사카이미나토시에 있는 군민 겸용 공항으로 미호 비행장(일본어: 美保飛行場, 영어: Miho Airbase)이라고도 불리고 있다. 사카이미나토시 출신 만화가인 미즈키 시게루를 기념하기 위해 온 도시에 미즈키 시게루의 작품인 게게게의 기타로와 관련된 것들을 설치해 놓았는데 그리하여 요나고 기타로 공항(일본어: 米子鬼太郎空港)이라는 애칭으로도 불리고 있으며 한 때는 오키 공항으로 향했던 정기 여객 노선도 운항했던 내력이 있다.

## 운항 노선

### 국제선
| 항공사             | 목적지             |
| ------------------ | ------------------ |
| 에어서울           | 서울(인천)         |
| 타이거 항공 타이완 | 타이베이(타오위안) |
| 홍콩 항공          | 홍콩(첵랍콕)       |
| 그레이터 베이 항공 | 홍콩(첵랍콕)       |

### 국내선
| 항공사     | 목적지       |
| ---------- | ------------ |
| 전일본공수 | 도쿄(하네다) |
| ANA 윙스   | 도쿄(하네다) |